# .50-90 Sharps

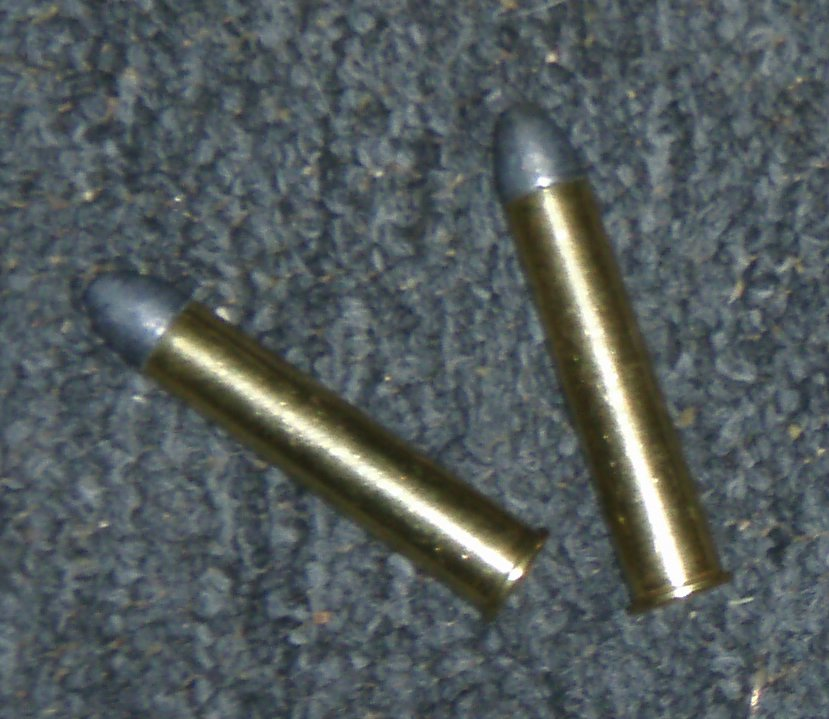
O cartucho .50-90 Sharps.

O .50-90 Sharps, é um cartucho de fogo central de pólvora negra, desenvolvido pela Sharps Rifle Manufacturing Company em 1872 como um calibre específico para caça de bisões. Como outros cartuchos da linha "Buffalo", ele incorporava uma bala mais pesada e um grande volume de pólvora, obtendo grandes níveis de energia na saída do cano.